# デッド・チャップリン
デッド・チャップリンは、日本のHR/HMバンド。バンド名は「レッド・ツェッペリン」をもじった洒落で、深い意味は無い。
1989年に二井原実ソロプロジェクトに参加したメンバーを主体に結成された。リズム隊が強烈だったためかテクニカルなイメージがあった。商業的には成功したとは言いがたい。

## メンバー
二井原実（にいはら みのる）
ボーカル担当。LOUDNESSおよびX.Y.Z.→Aで活動中。EARTHSHAKER、SLYなどでも活動していた。
藤村幸宏(茶々丸)（ふじむら ゆきひろ（ちゃちゃまる)）
ギター担当。GERARD、VIENNA、GIRL U NEEDなどでも活動していた。
長谷川淳（はせがわ あつし）
ベース担当。GERARDで活動中。
そうる透（そうる とおる）
ドラムス担当。03などでも活動していた。スタジオミュージシャンとして活動多数。

## 過去に在籍していたメンバー
菅沼孝三（すがぬま こうぞう）
ドラムス担当。手数王と呼ばれる。FRAGILEで活動中。Black Page、VIENNAなどでも活動していた。
永井敏己（ながい　としみ）
ベース担当。ExhiVisionで活動中。VIENNA、GRAY、GERARD、W.I.N.S、TKY、POWER JOBなどでも活動していた

## ゲスト参加
小川文明（おがわ ふみあき）
キーボード担当。ザ・ダブラーズで活動中。スパイラル、Black Page、すかんち、Suzy Cream Cheeseなどでも活動していた。1stアルバムに参加。

## 作品

### アルバム
- 1st （1990年3月21日）
- Rock the Nation （1991年2月1日）
- FINAL REVOLUTION （1992年3月21日）
- The Best Works of DED CHAPLIN （1992年11月21日） ベストアルバム。